# Zygostates bradei
Zygostates bradei är en orkidéart som först beskrevs av Rudolf Schlechter, och fick sitt nu gällande namn av Leslie Andrew Garay. Zygostates bradei ingår i släktet Zygostates och familjen orkidéer. Inga underarter finns listade i Catalogue of Life.